# Martha Godoy
Martha Godoy es una productora colombiana más conocido por su asociación con Telemundo. Sus créditos incluyen La reina del sur y Relaciones peligrosas.

## Trayectoria

### Vicepresidenta de producción
Telemundo Global Studios
- José José, el príncipe de la canción (2018)
- Guerra de ídolos (2017)
- Eva la Trailera (2016)
- Bajo el mismo cielo (2015-2016)
- Los miserables (2014-2015)
- Señora Acero (2014)
- La impostora (2014)
- El señor de los cielos (2013-2014)
- La patrona (2013)
- Rosa diamante (2012)

### Productora ejecutiva
Telemundo Global Studios
- Relaciones peligrosas (2012)
- La reina del sur (2011)

### Productora general
Telemundo Global Studios
- ¿Dónde está Elisa? (2010)
- Más sabe el diablo (2009-2010)
- Sin senos no hay paraíso (2008-2009)
- Pecados ajenos (2007-2008)
- Tierra de pasiones (2006)
- ¡Anita, no te rajes! (2004-2005)

### Jefa de producción
Telemundo Global Studios
- Amor descarado (2003-2004)

RTI Televisión
- Luzbel está de visita (Adrián está de visita) (2001)
- Rauzán (2000)
- La sombra del arco iris (1998)
- La viuda de Blanco (1996)
- Las aguas mansas (1994)